# Gigantopora kirkpatricki
Gigantopora kirkpatricki är en mossdjursart som beskrevs av Hayward 1988. Gigantopora kirkpatricki ingår i släktet Gigantopora och familjen Gigantoporidae. Inga underarter finns listade i Catalogue of Life.